# West Bridgford

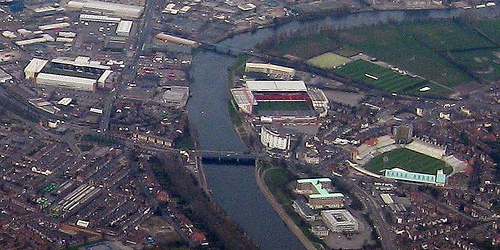
Meadow Lane, City Ground och Trent Bridge Ground.

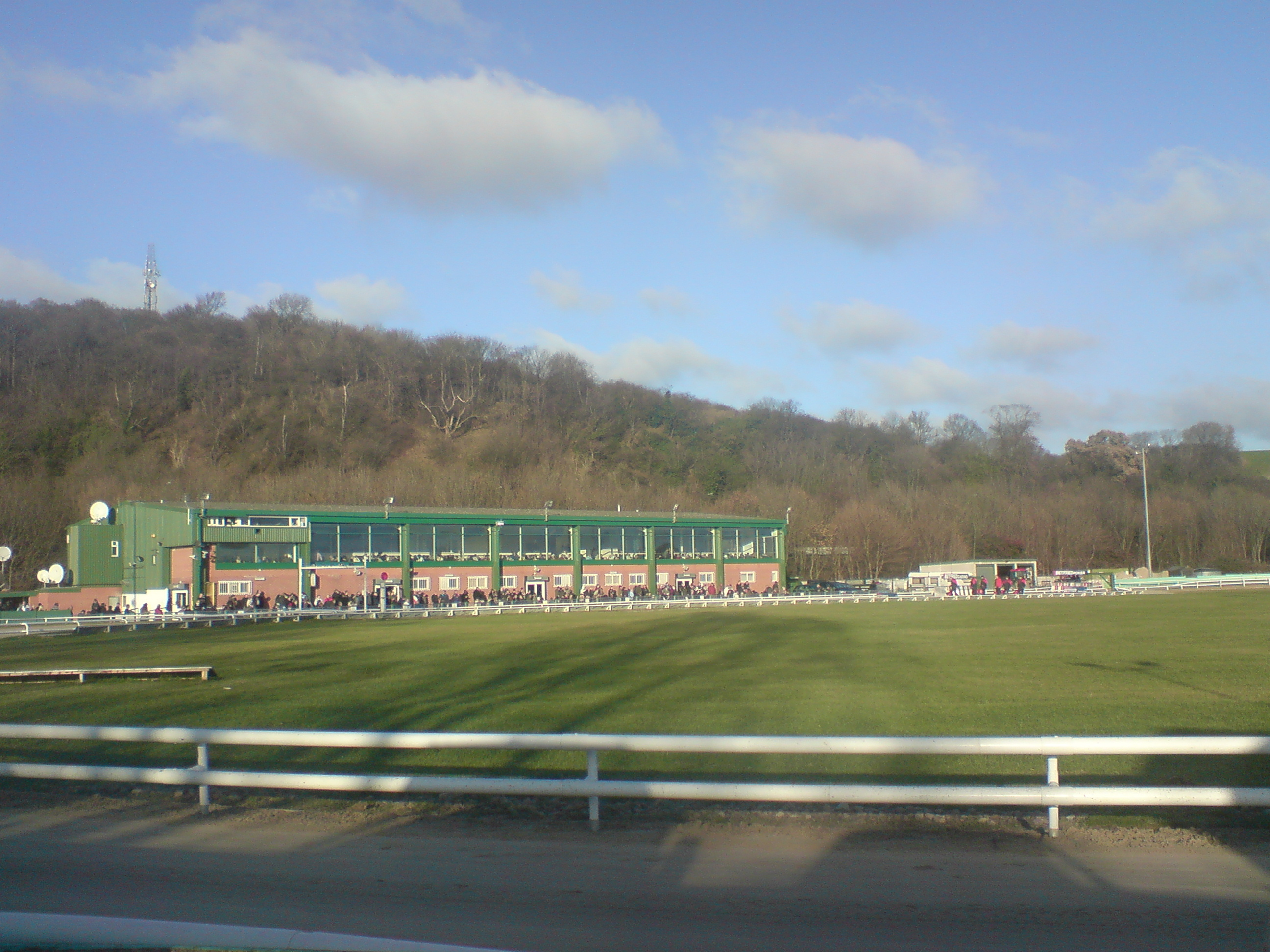
Nottingham Greyhound Stadium.

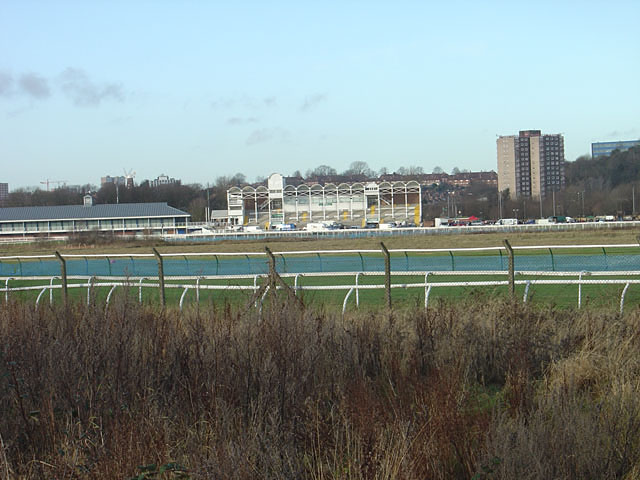
Nottingham Racecourse är en galoppbana.

West Bridgford är en stad strax utanför Nottingham i grevskapet Nottinghamshire i England. Området är känt för sina sportarenor och har flera idrottsklubbar som har sina hemmaarenor här. Den är administrativ huvudort för såväl distriktet Rushcliffe som det administrativa grevskapet Nottinghamshire. Staden hade 36 487 invånare år 2021. Staden nämndes i Domedagsboken (Domesday Book) år 1086, och kallades då Brigeforde.
Klubbar:
- Nottinghamshire County Cricket Club spelar på Trent Bridge Ground.
- Nottingham Forest spelar på City Ground.
- Notts County FC Spelar på Meadow Lane.
- West Bridgford Rugby Club Spelar på Stamford Road Ground.
- Nottingham R.F.C Spelar på Meadow Lane.
- Nottingham Racecourse  är en galoppbana
- Nottingham Greyhound Stadium  och hundracebana.